# Rue de La Jonquière
La rue de La Jonquière est une voie située dans le quartier des Épinettes du 17e arrondissement de Paris.

## Situation et accès
La rue de La Jonquière est desservie par la ligne 13 à la station Guy Môquet, la ligne C du RER à la gare de la Porte de Clichy et le tramway T3b à la station du même nom.

## Origine du nom

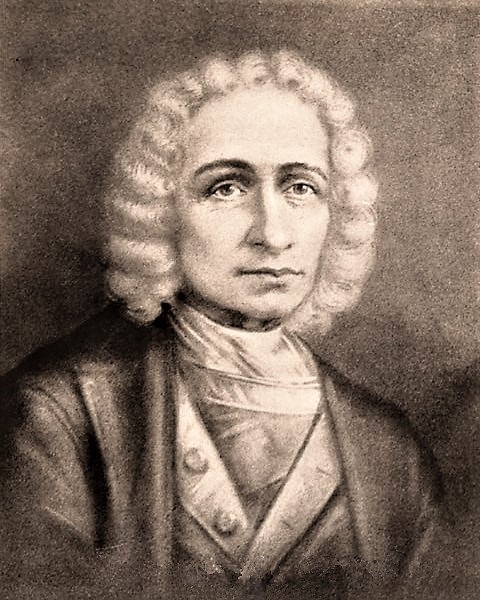
Jacques-Pierre de Taffanel.

Cette rue porte le nom de Jacques-Pierre de Taffanel de La Jonquière, officier-marin français devenu gouverneur de la Nouvelle-France.

## Historique
Cette rue est un tronçon de l'ancien chemin, de la commune des Batignolles, reliant La Chapelle à Clichy qui était présent sur le plan de Roussel de 1730.
Elle est connue sous le nom de « chemin des Bœufs », puis est ensuite incorporée à la rue Marcadet, avant d'en être détachée et de prendre par arrêté du 18 avril 1890 son nom actuel. 
Elle était antérieurement connectée à l'actuelle rue Martre à Clichy, avant l'aménagement des fortifications et du boulevard périphérique qui coupa totalement cette connexion. Cet ancien tracé est encore visible par le reliquat que représente la rue Saint-Just, située dans le prolongement de la rue de la Jonquière mais interrompue par le lycée Honoré-de-Balzac et se terminant à l'autre bout en impasse contre un mur du périphérique, séparée de la rue Rouget-de-Lisle à Clichy dont elle était un ancien tronçon. 

## Bâtiments remarquables et lieux de mémoire
- No 29 : collège Stéphane-Mallarmé.
- No 59 : cité des Fleurs, voie privée.
- No 79 : piscine Bernard-Lafay.
- No 88 : théâtre de La Jonquière.

La ligne de Petite Ceinture franchit la rue de La Joncquière grâce à un pont métallique.

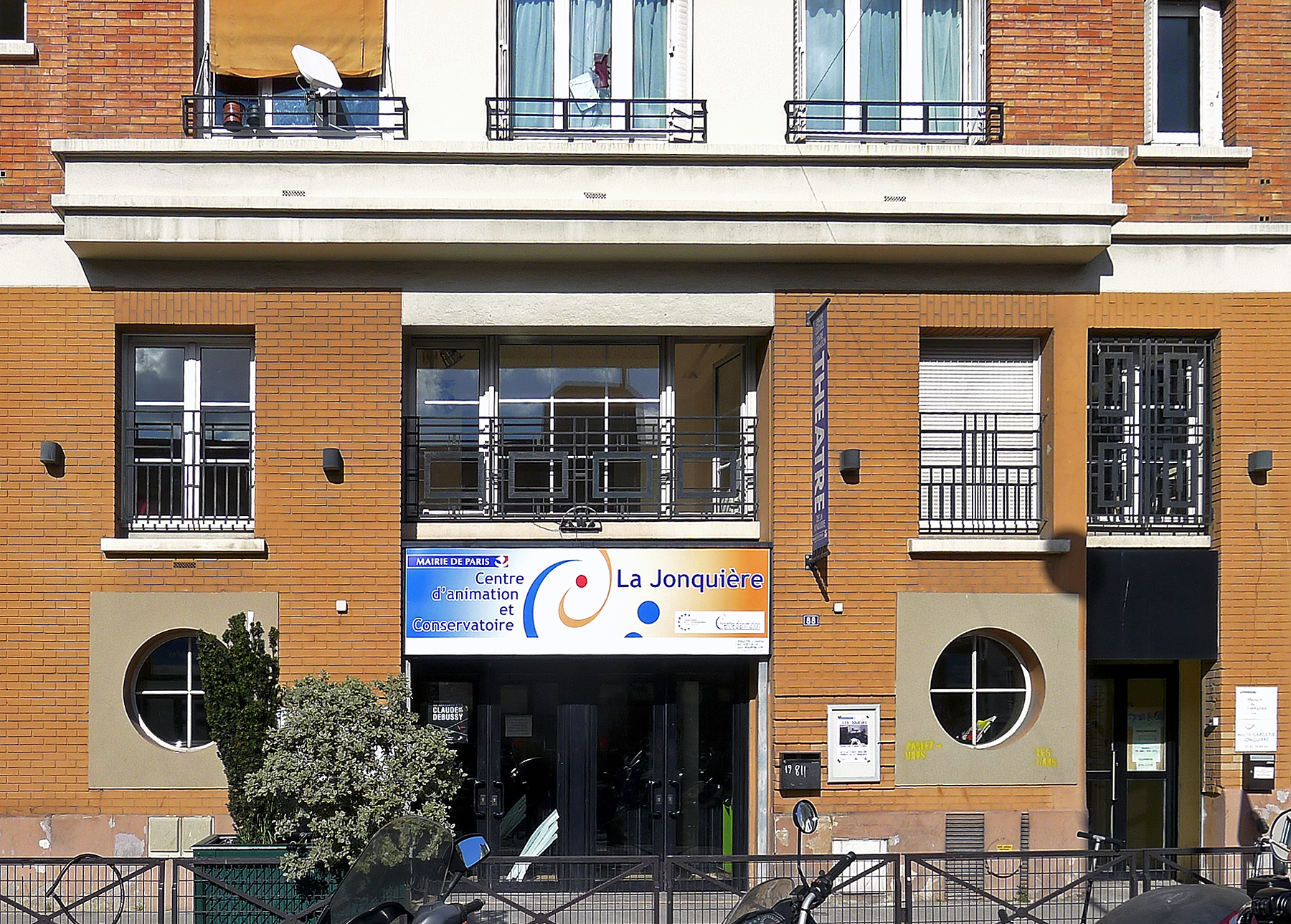
Théâtre de La Jonquière.
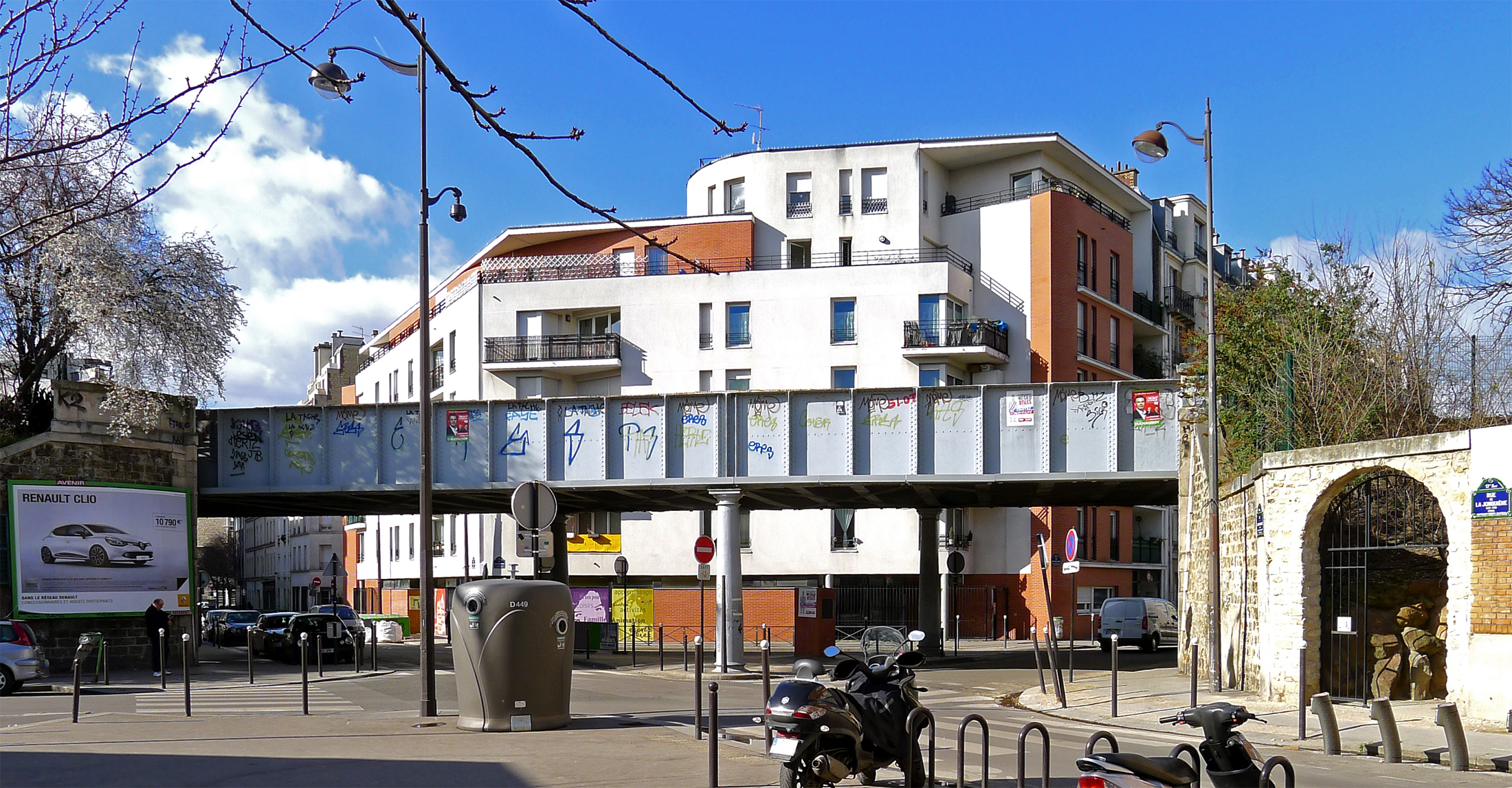
Pont de la ligne de Petite Ceinture.